# Juan Miguel Ferrer Grenesche
Juan Miguel Ferrer Grenesche (ur. 29 maja 1961 w Madrycie) – hiszpański duchowny katolicki, podsekretarz Kongregacji ds. Kultu Bożego i Dyscypliny Sakramentów w latach 2009-2014.

## Życiorys
5 października 1986 święcenia kapłańskie i został inkardynowany do archidiecezji Toledo.
9 lutego 2008 został mianowany przez Benedykta XVI podsekretarzem Kongregacji ds. Kultu Bożego i Dyscypliny Sakramentów. Funkcję tę sprawował do 5 listopada 2014.